# Russula integra
Russula integra (Carl von Linné, 1753 ex Elias Magnus Fries, 1838), denumită în popor pâinișoara cucului, azimioară sau nitărci, este o  specie de ciuperci comestibile din încrengătura Basidiomycota, în familia Russulaceae și de genul Russula care coabitează, fiind un simbiont micoriza (formează micorize pe rădăcinile arborilor). Ea se poate găsi în România, Basarabia și Bucovina de Nord pe soluri calcaroase, proaspete și umede, adesea în grupuri mai mari, în păduri de conifere, preferat sub molizi și pini, rar în iarbă sau printre crânguri. Buretele crește, de la câmpie la deal, mai des în munți, din (iunie) iulie până în octombrie.

## Descriere

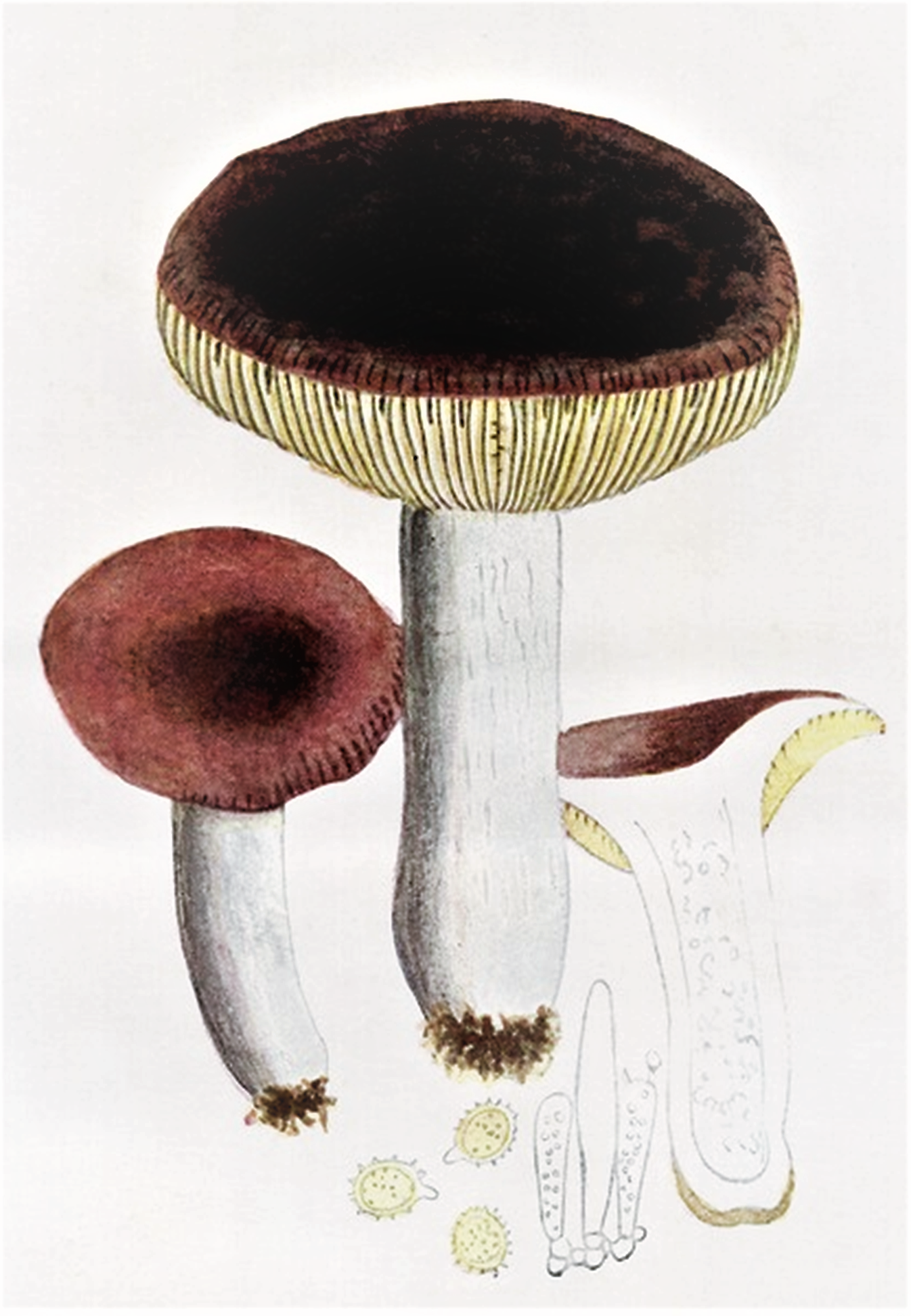
Bres.: Russula integra

- Pălăria: este de mărime medie pentru ciuperci plin dezvoltate cu un diametru de aproximativ 6-12 (15) cm, cărnoasă, inițial semisferică cu marginea răsfrântă spre picior, apoi convexă, în sfârșit plată, atunci adâncită în centru și cu margine striată. Cuticula este separabilă aproape complet de carne, netedă și mătăsos-lucioasă, vâscoasă pe timp umed, coloritul fiind foarte variabil: roșu-purpuriu pătat cu galben sau măsliniu, brun-arămiu, ciocolatiu, brun cu tonuri violete sau purpuriu-negru.
- Lamelele: ele se dezvoltă de la subțire la destul de lat, stau dense în tinerețe, apoi depărtate, sunt bulboase precum rotunjite la margine, parțial bifurcate, cu foarte puține lamele intermediare, aproape libere la picior, sfărâmicioase și țăndărind. Vârfurile muchiilor sunt albicioase. Coloritul este inițial alb până la crem palid, devenind cu timpul mai întâi gălbui și în sfârșit puternic galben-ocru.
- Piciorul: are o înălțime de 6-9 (12) cm și o lățime de 1,5-3,5 cm, este cilindric, ușor îngustat către bază, neted, brăzdat de șanțuri, în interior mai întâi plin, la maturitate spongios, fiind de culoare albă cu nuanțe roșiatice.
- Carnea: este albă, în tinerețe tare și crocantă, de mare densitate și greutate evidentă, devenind la bătrânețe mai moale. Mirosul este plăcut, aproape imperceptibil fructuos și gustul savuros de alune.
- Caracteristici microscopice: are spori produși în mase, hialini (translucizi), rotunjori până ovoidali, neregulați și verucoși, având o mărime de 8,2-10,7 x 7-9,2 microni. Pulberea lor este galben-aurie.[5][6]
- Reacții chimice: Buretele se decolorează cu 1-naftol albastru ca cerneala, cu anilină repede și pentru timp lung galben ca lămâia, după ore portocaliu cu nuanțe verzuie, cu fenol brun-roșiatic închis, cu Hidroxid de potasiu portocaliu, cu sulfat de fier murdar-măsliniu, cu sulfovanilină albastru-purpuriu și cu tinctură de Guaiacum după câteva minute slab albastru-verzui.[7]

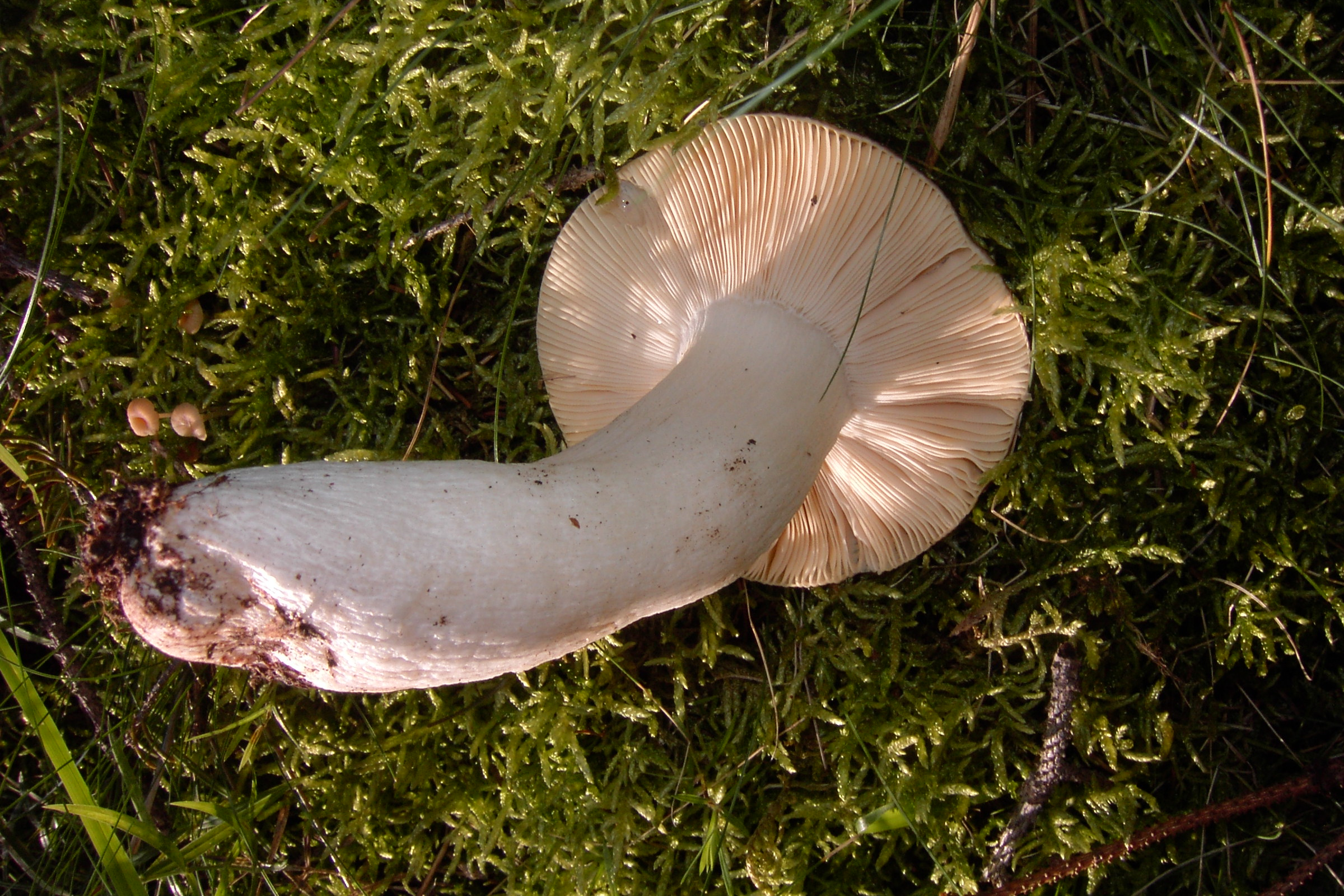
R. intergra, lamele
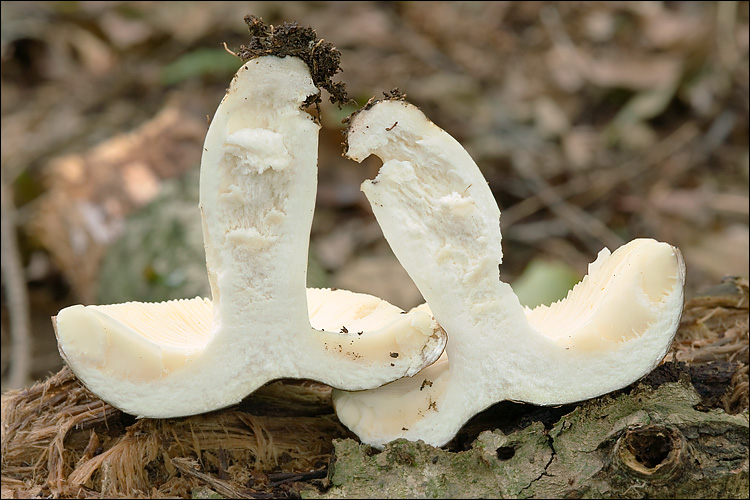
R. integra, secțiune longitudinală
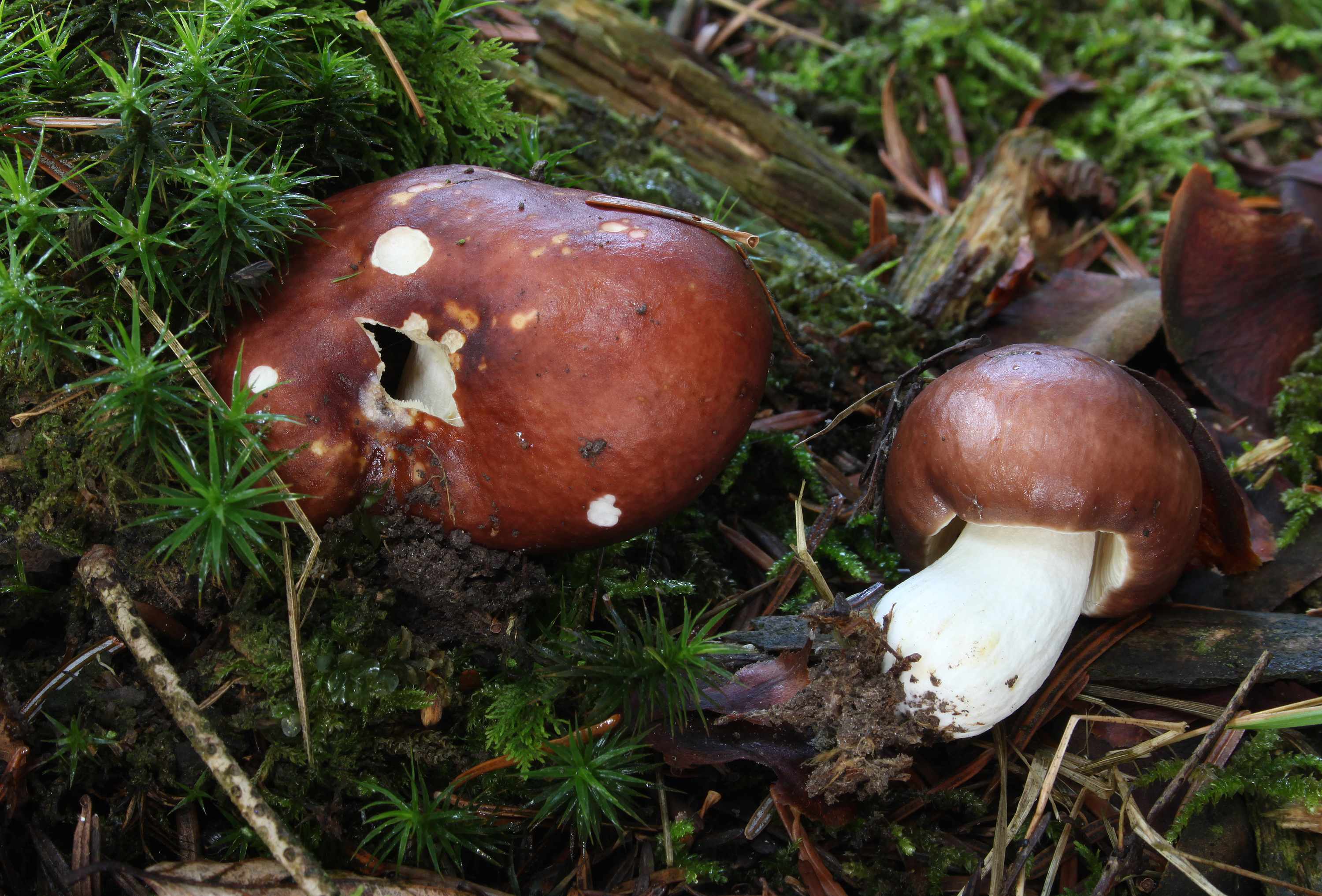
R. integra tinere
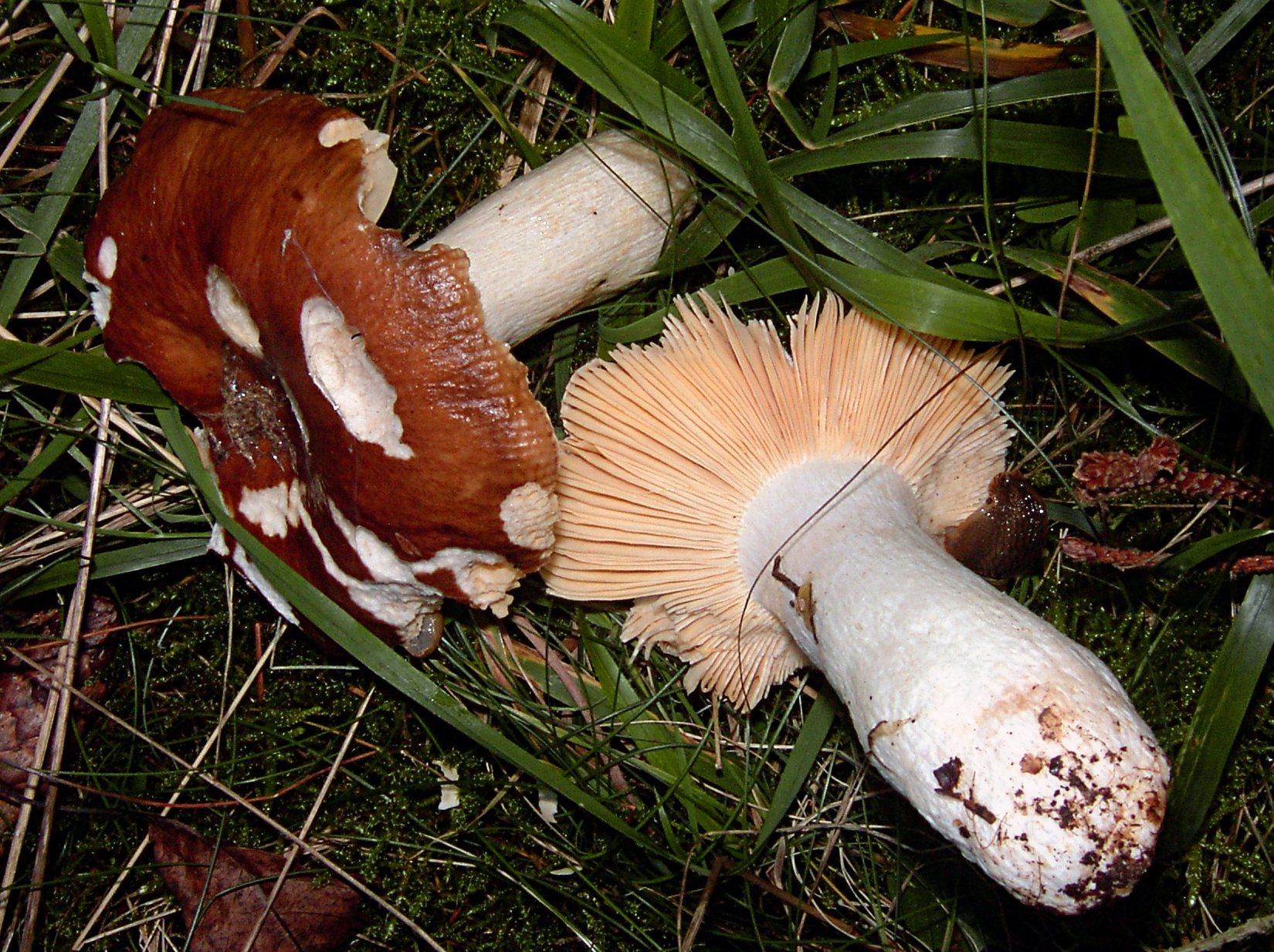
R. integra bătrâne

## Confuzii
Buretele poate fi confundat cu alte specii ale genului Russula, de exemplu cu comestibilele Russula aeruginea, Russula alutacea, Russula heterophylla, Russula mustelina, Russula nauseosa, Russula olivacea, Russula postiana sin. olivascens, Russula stenotricha, Russula xerampelina sau cu necomestibilele Russula adulterina (iute) Russula badia (miros ca de cutie de țigări sau coajă decedru, iute), Russula firmula (iute), sau Russula violacea (foarte iute).
Mai periculoasă ar fi confuzia cu ciuperca otravitoare Russula fragilis, Russula queletii (foarte iute, usturoiară) sau chiar cu Tricholoma equestre care poate cauza, fiind consumată mai des, o rabdomioliză (afecțiune musculară rară, severă).

## Specii asemănătoare

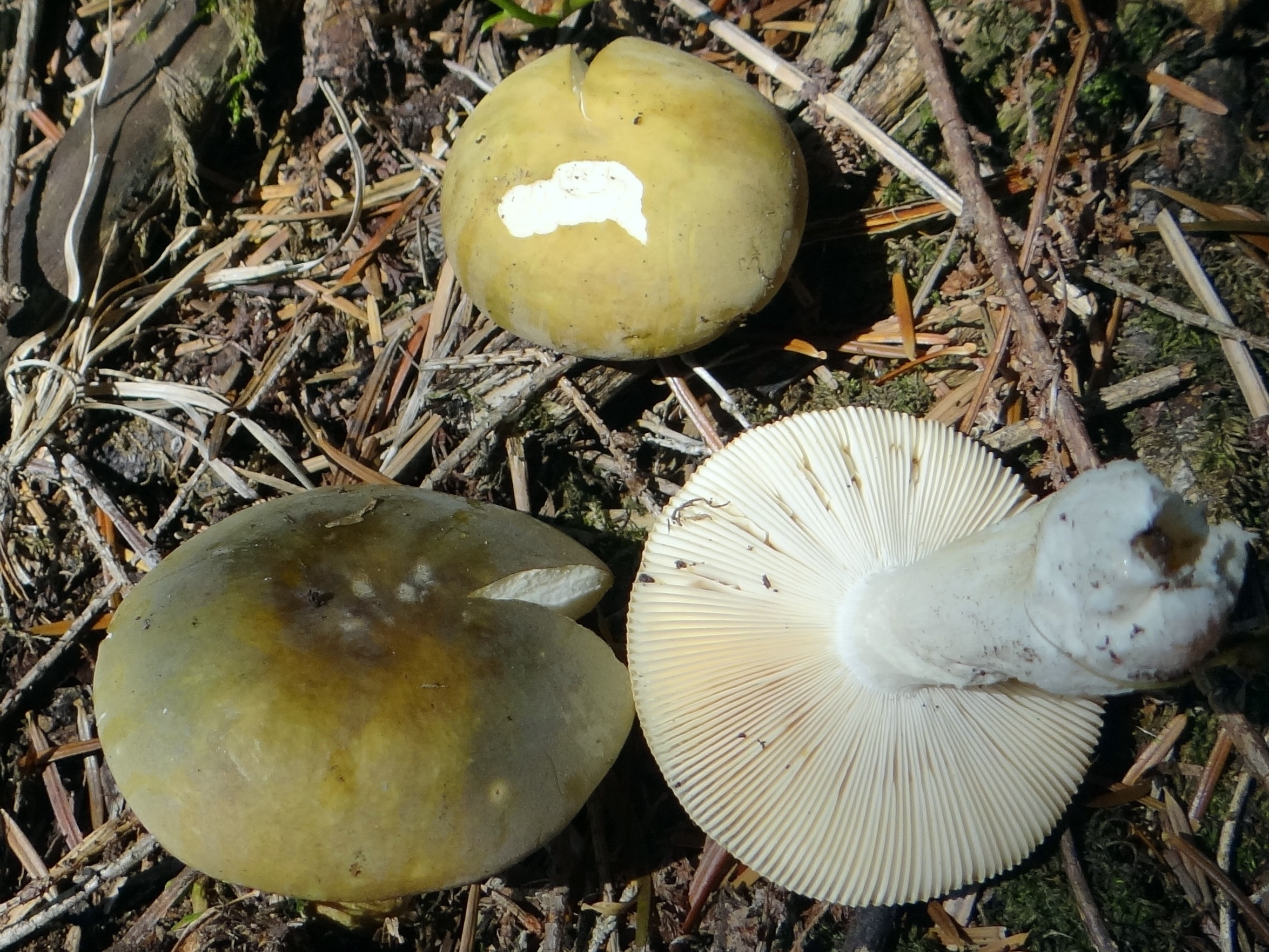
Russula aeruginea
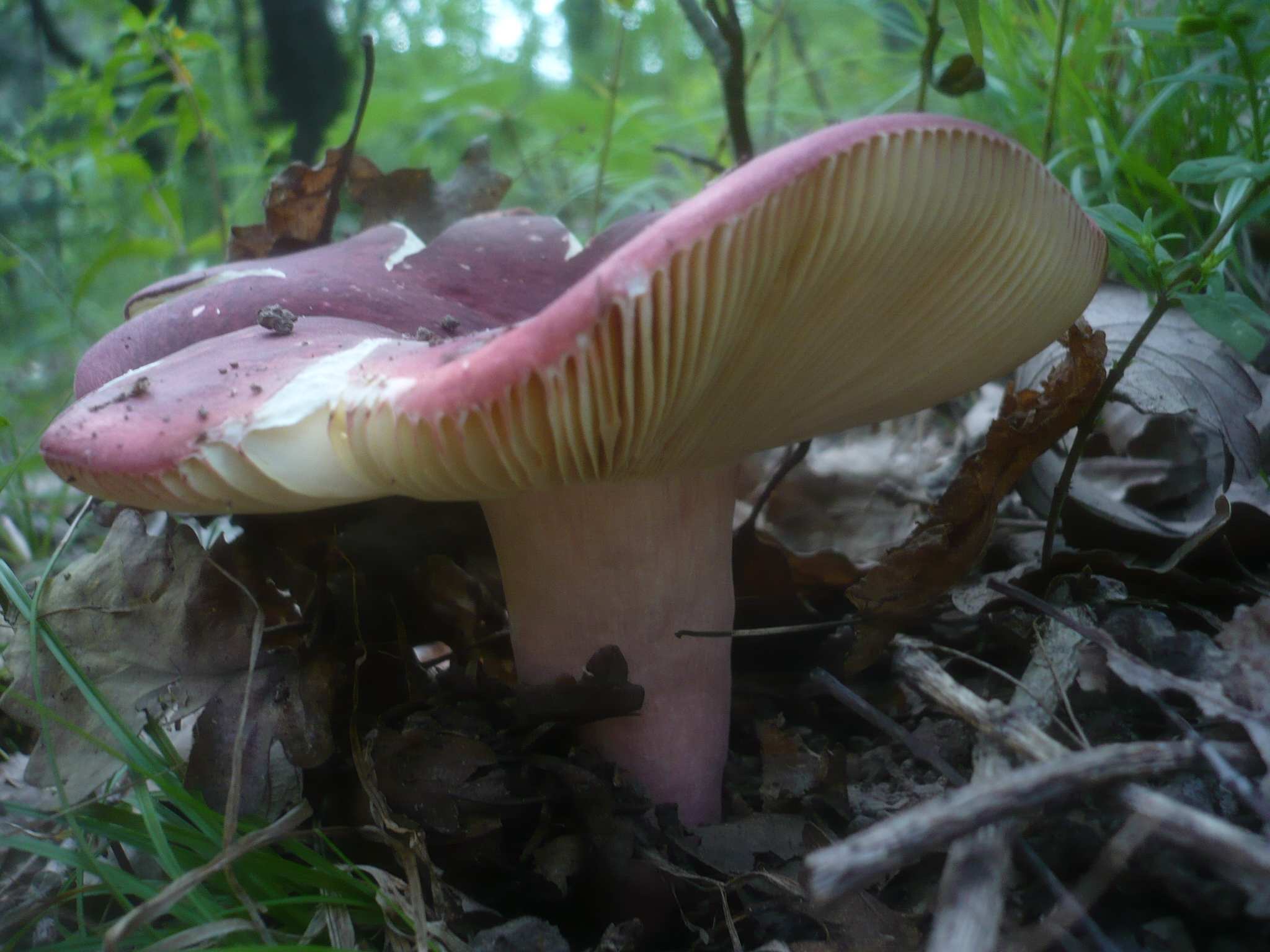
Russula alutacea
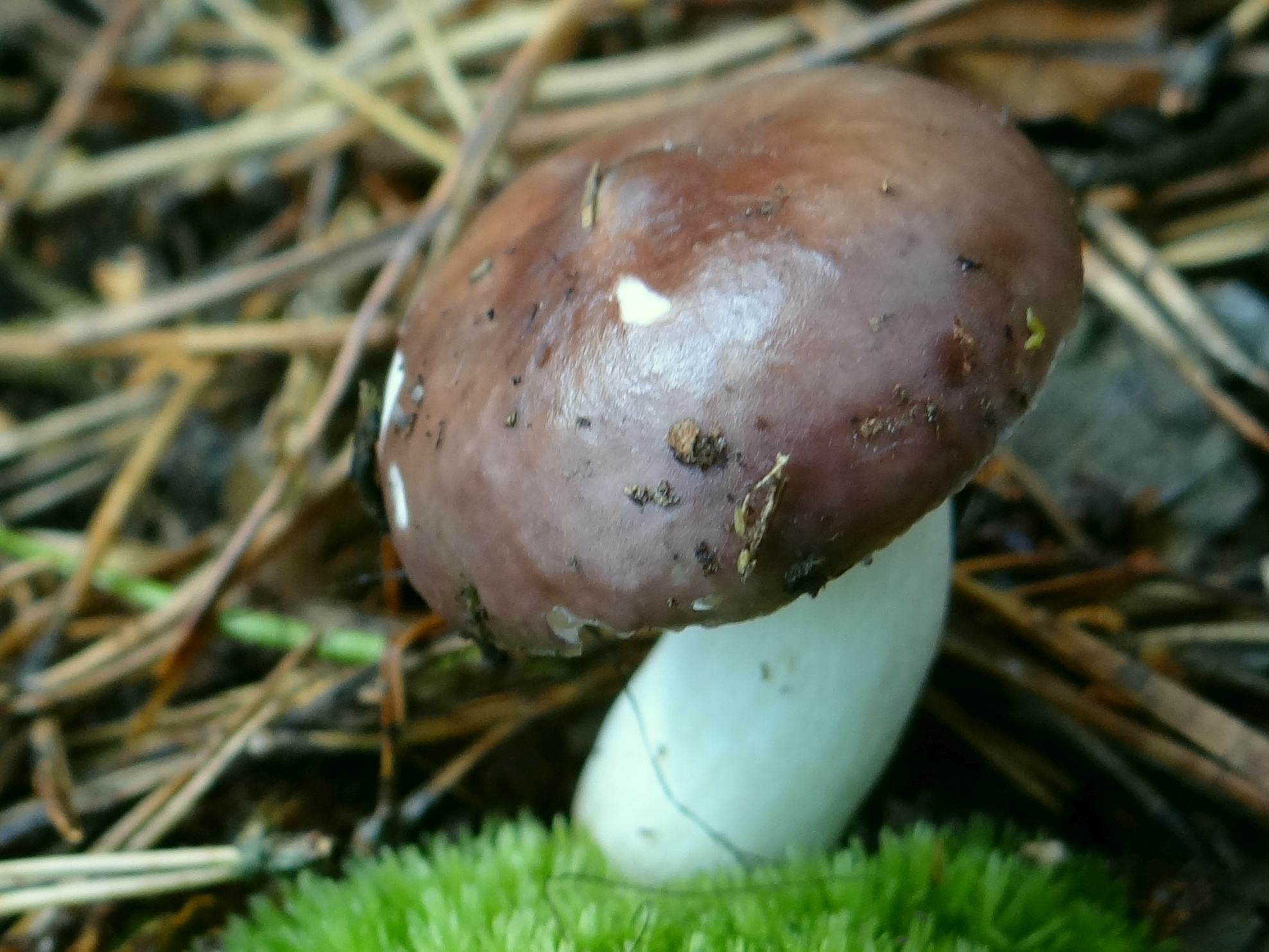
!Russula badia!
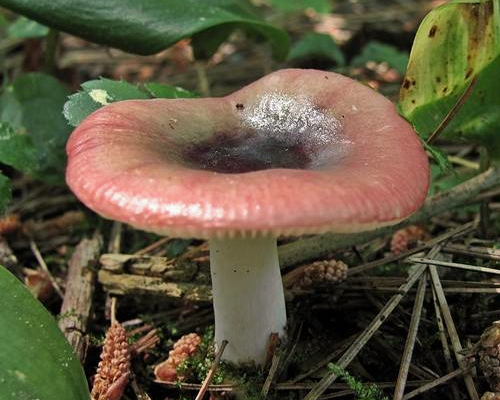
!!Russula fragilis!!
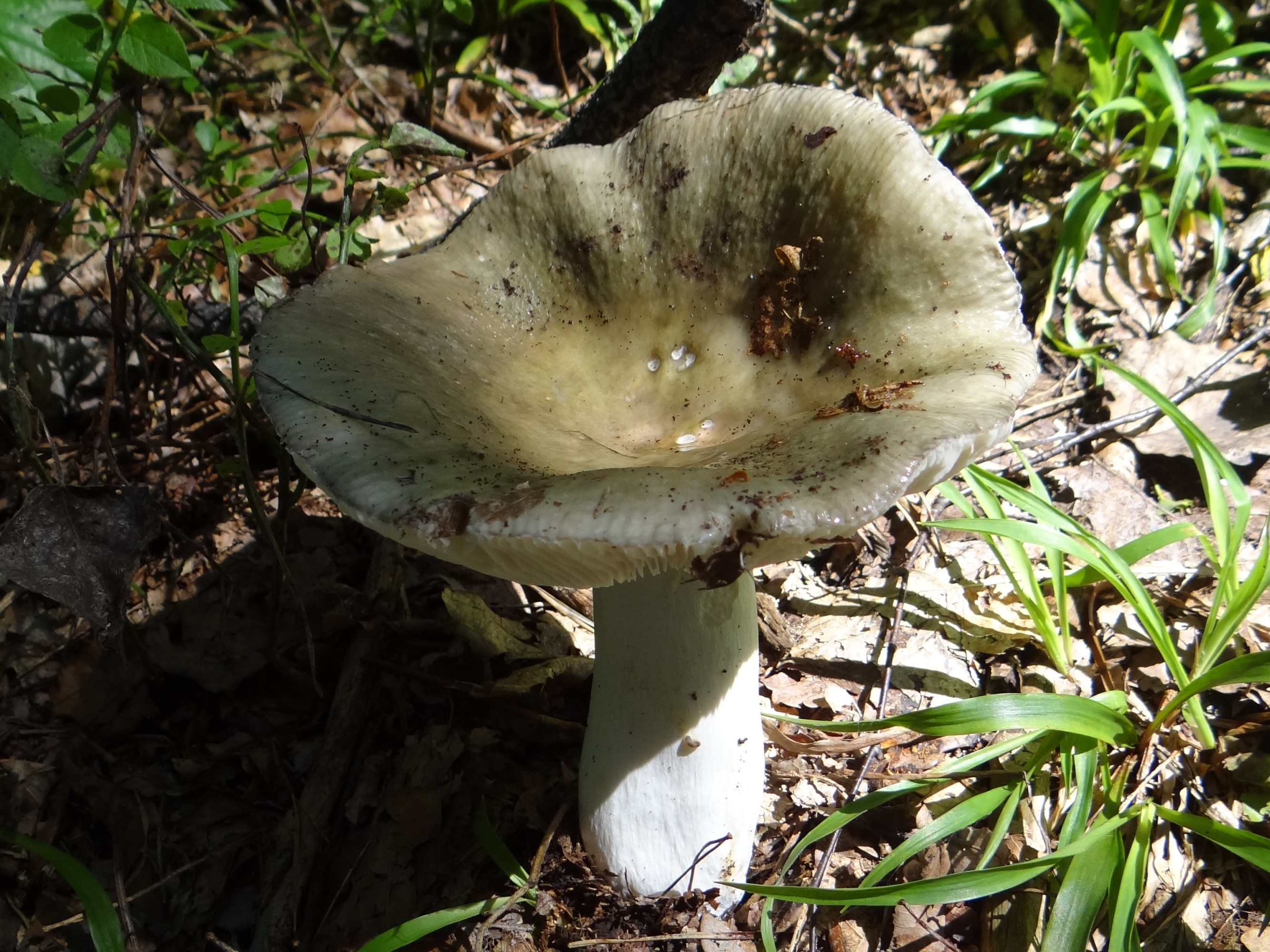
Russula heterophylla
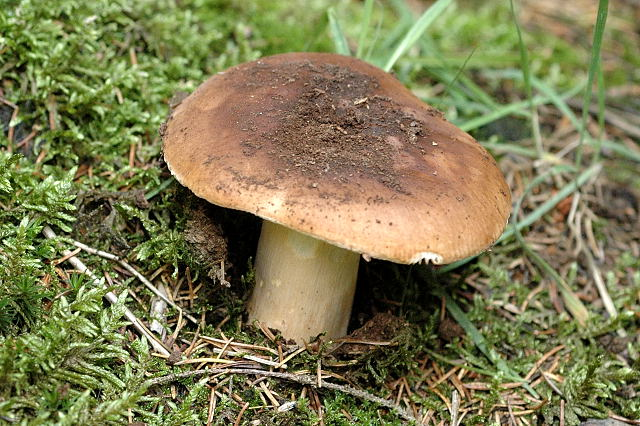
Russula.mustelina
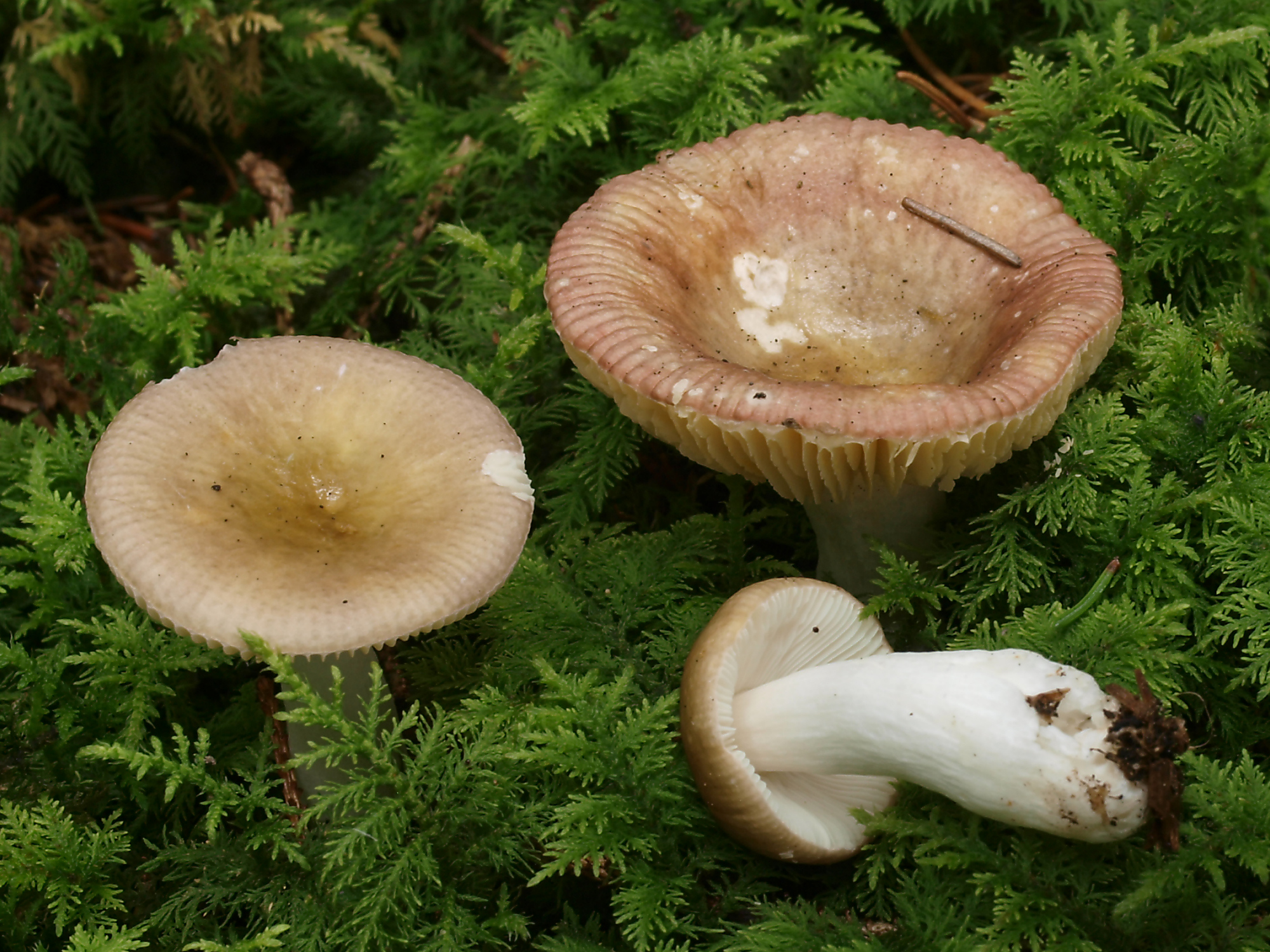
Russula nauseosa

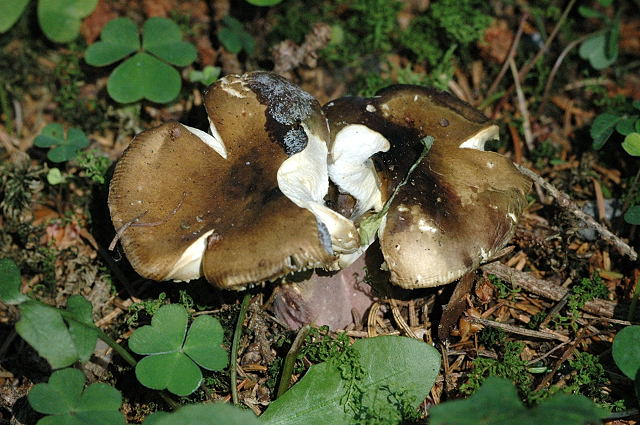
Russula.olivacea
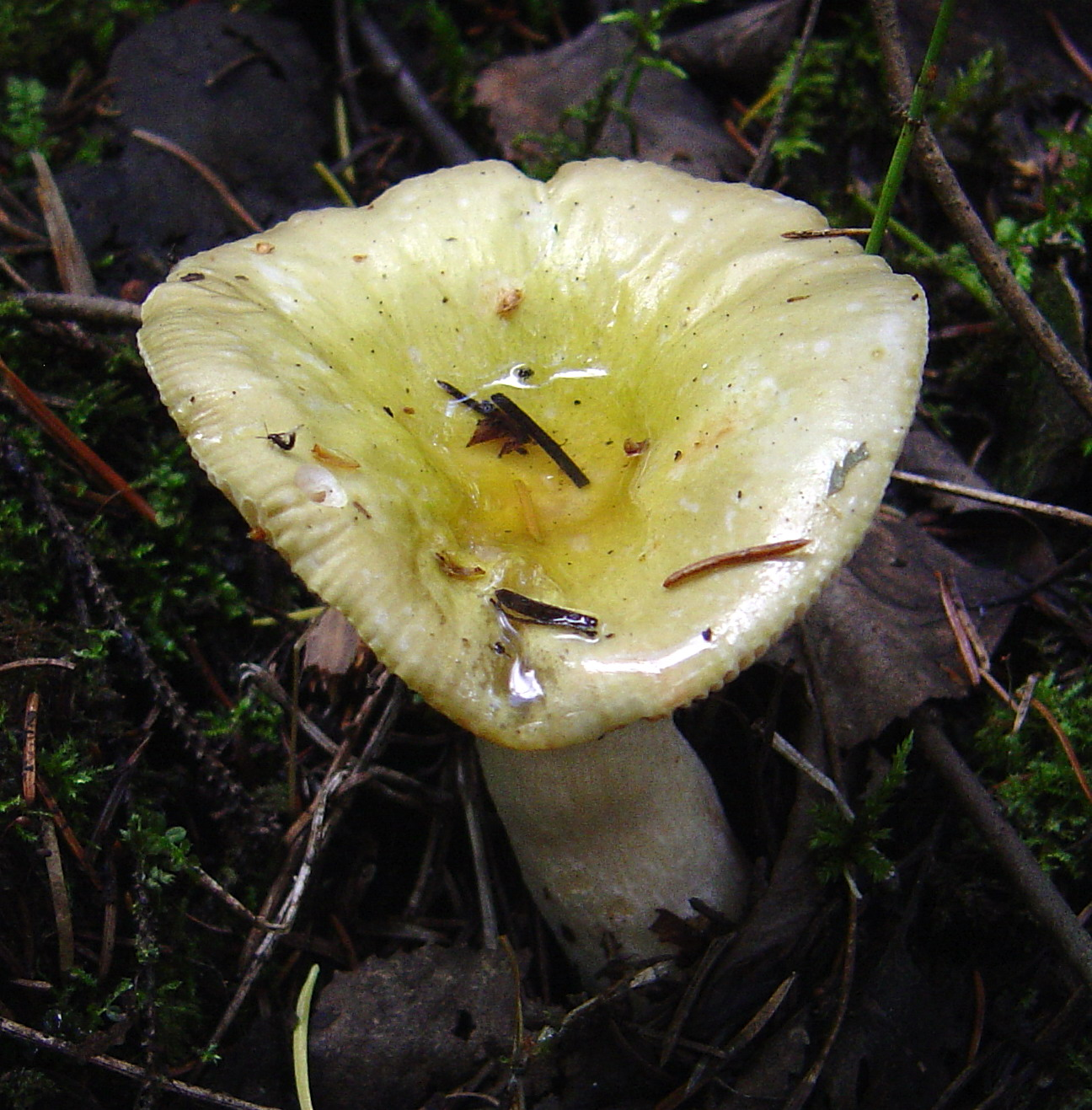
Russula postiana sin. olivascens
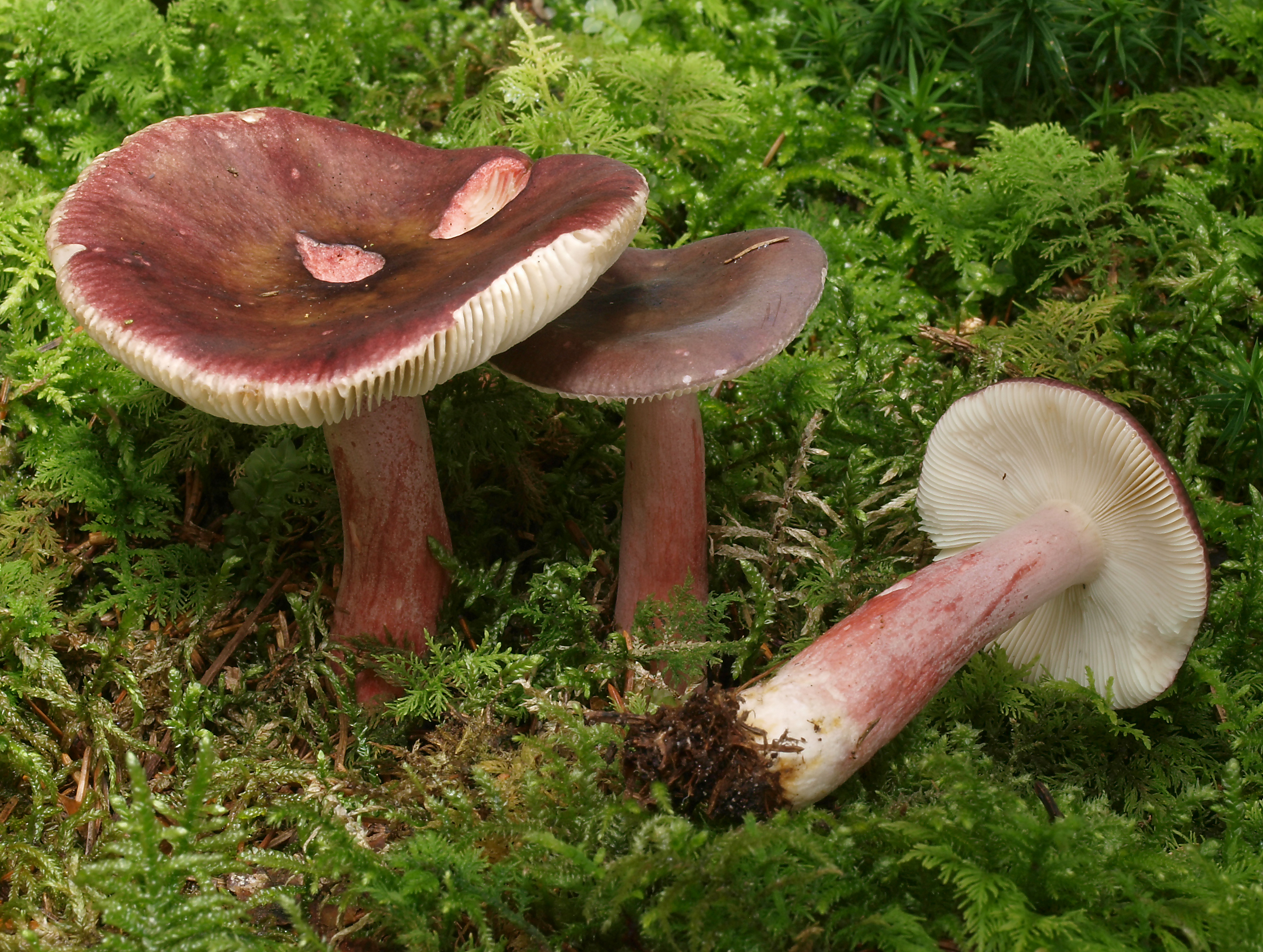
!!Russula queletii!!
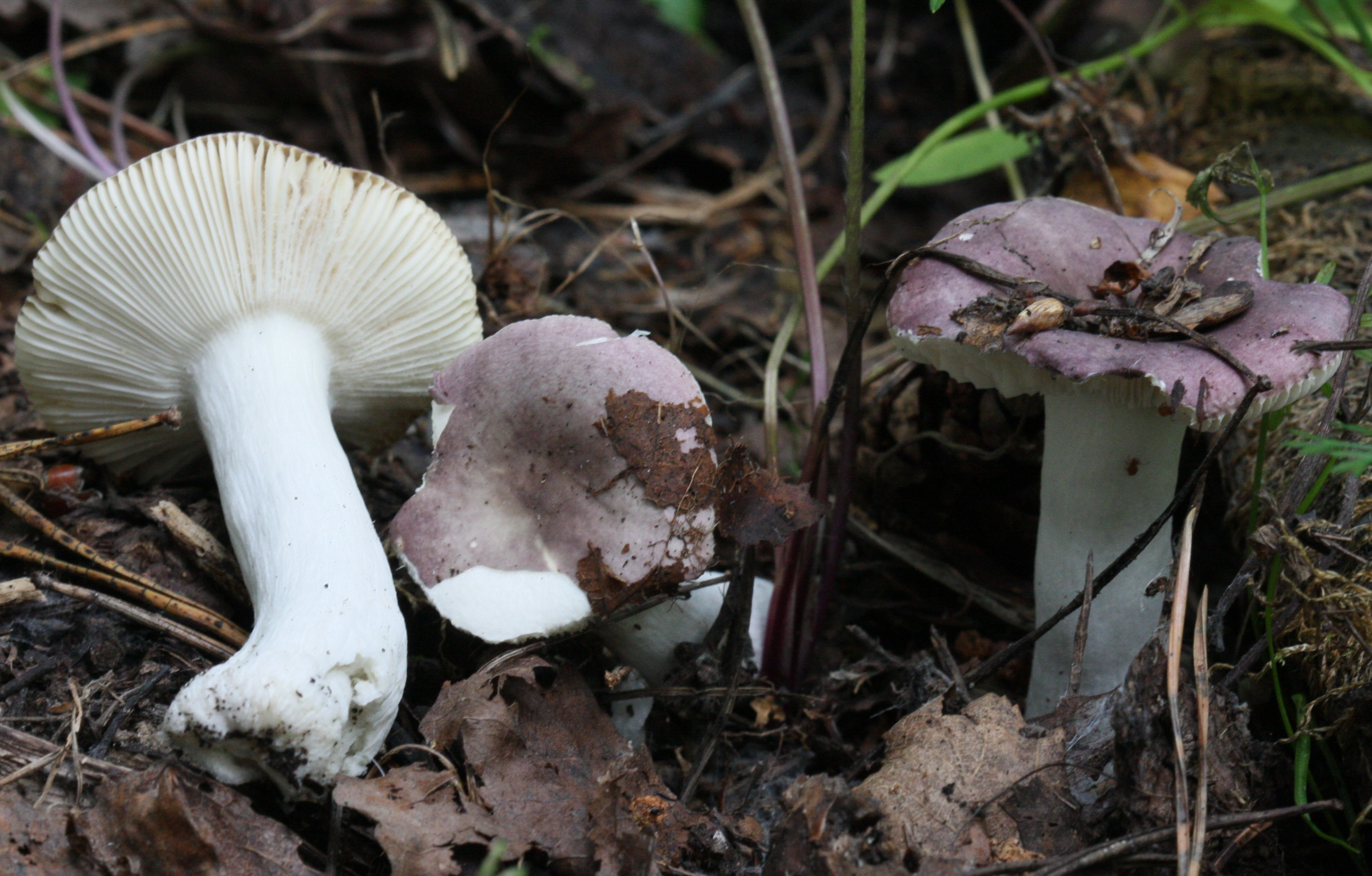
!Russula violacea!
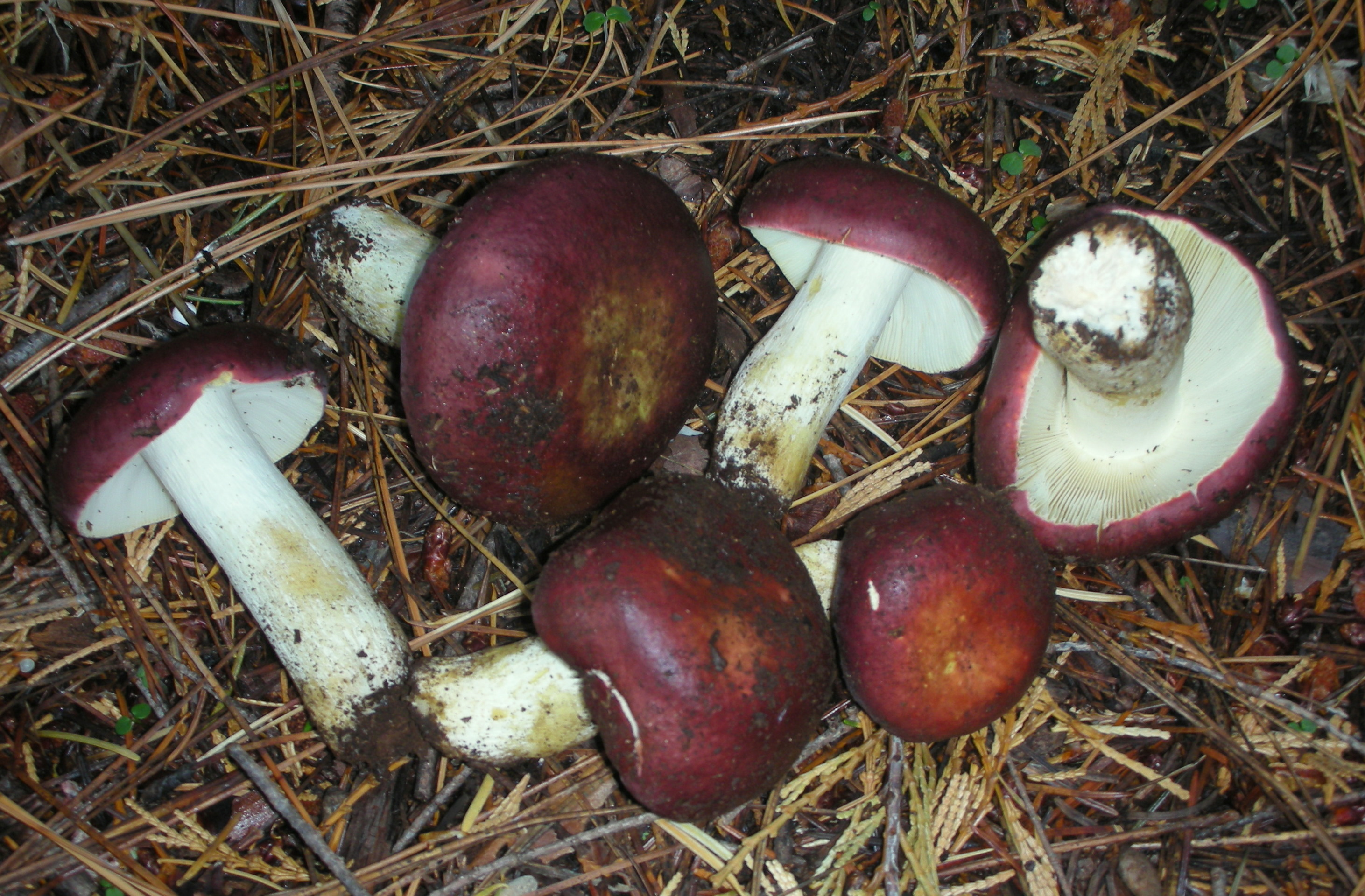
Russula xerampelina
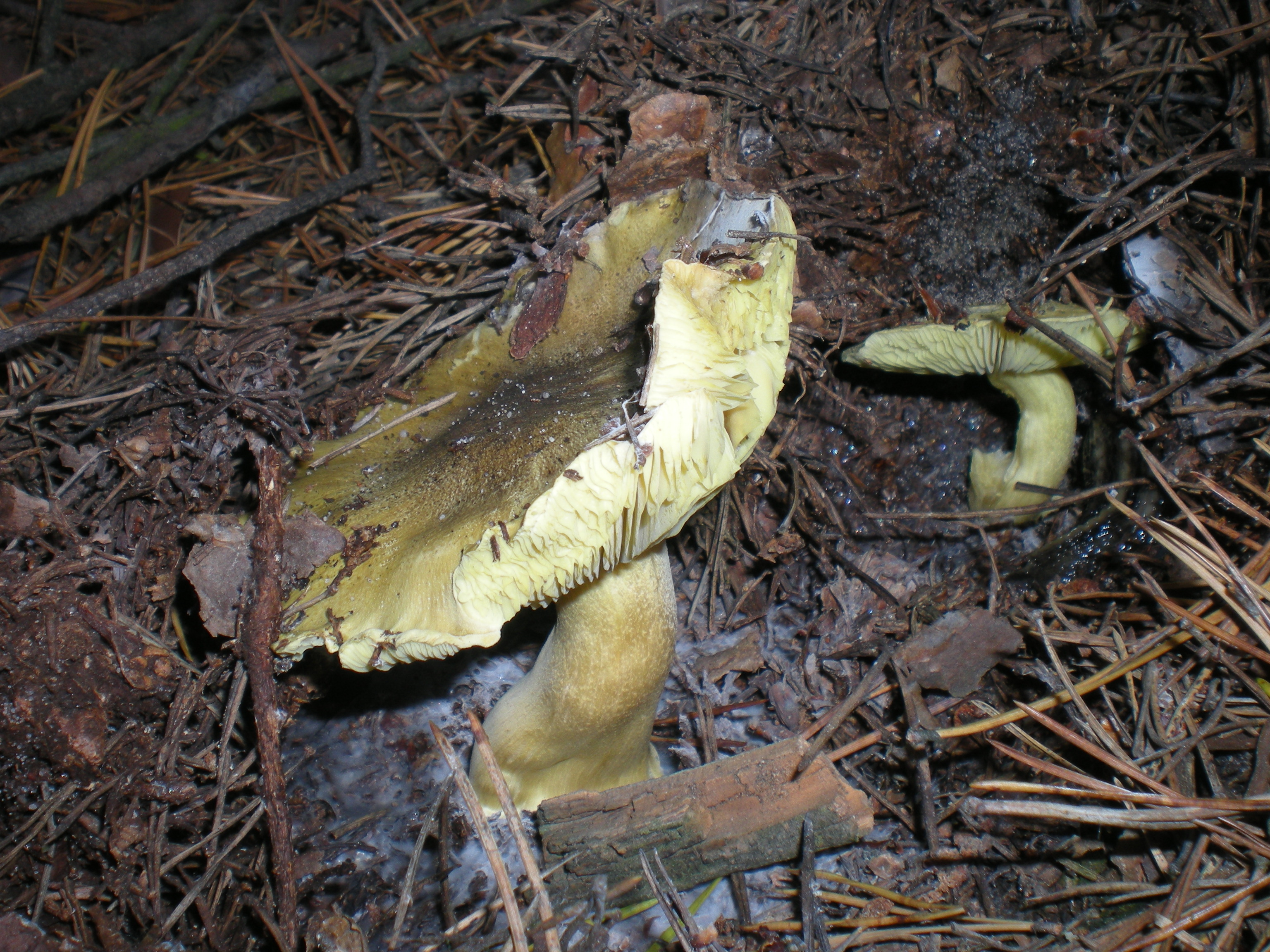
!!!Tricholoma equestre!!!

## Valorificare
Pâinișoara cucului este datorită cărnii dense și compacte precum gustului savuros, o ciupercă mult căutată și preparată cu predilecție. Ea poate fi mâncată cel mai bine tânără, tăiată fin și crudă, într-o salată cu maioneză, hrean, verdețuri sau cu hrean și frișcă precum pe mod ardelean, friptă, cu cepe, boia ardei, smântână și pătrunjel tocat. Azimioarele pot fi pregătite de asemenea la grătar cu de exemplu unt „à la maître d'hôtel”, dar de asemenea  numai tăiate în felii groase și unse cu ulei. Ciuperca se poate usca sau conserva în oțet sau ulei.